# 穆罕默德·本·扎耶德體育場

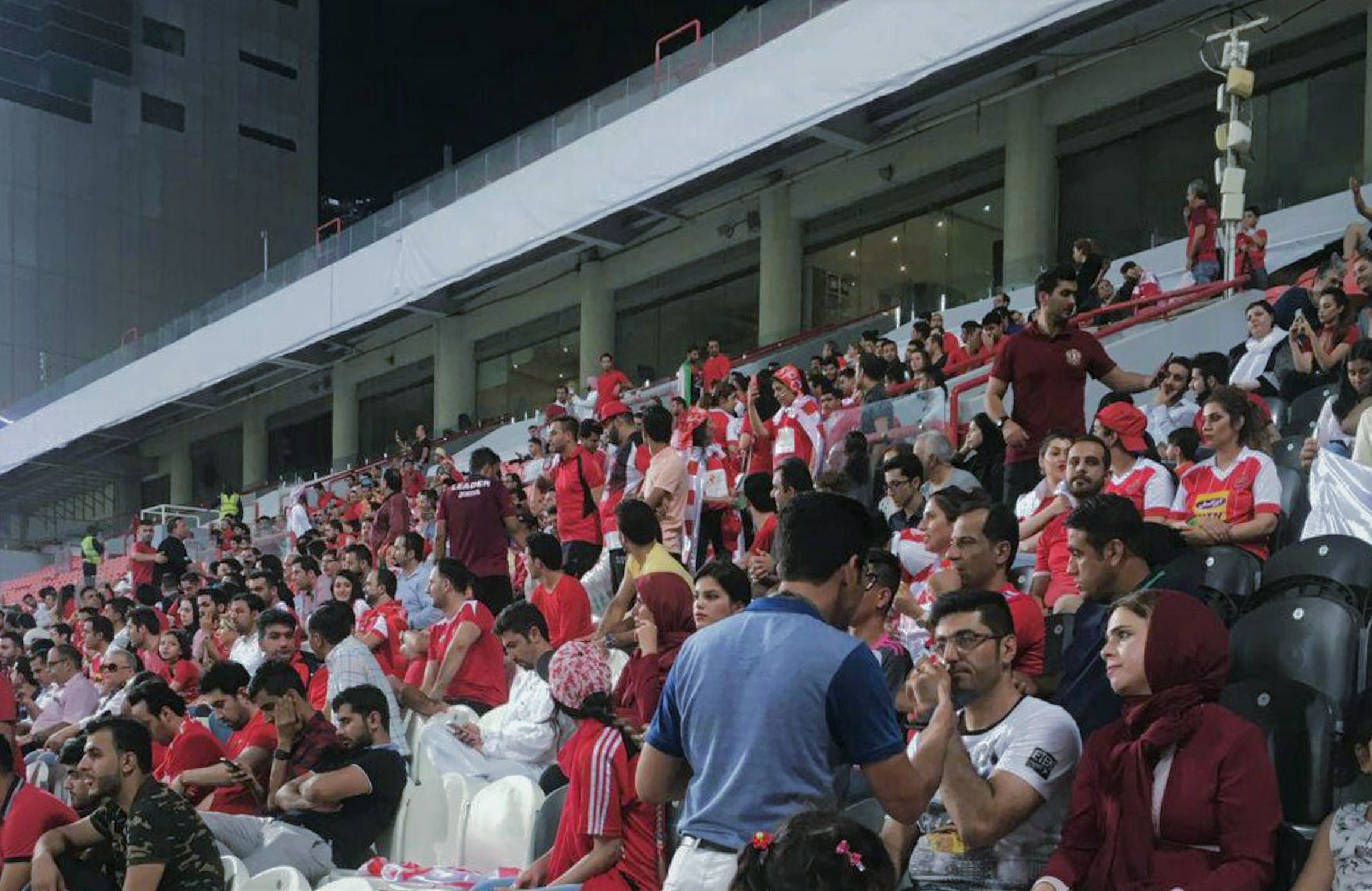

艾查捷拉穆罕默德·本·扎耶德體育場（阿拉伯语：‎）是一座位於阿拉伯聯合大公國阿布達比的綜合性體育場。目前常使用於舉行足球和板球賽事，它也為艾查捷拉體育和文化俱樂部的主場。
體育場的名稱來自王儲穆罕默德·本·扎耶德·阿勒納哈揚。

## 外部連結
- 艾查捷拉俱樂部官方網站
- Image of the Stadium （页面存档备份，存于）
- AFL Architects

| 前任： 阿茲特克體育場 墨西哥城 | 國際足總U-17世界盃 決賽場館 2013 | 繼任： Estadio Sausalito 比尼亞德爾馬 |